# Regatta
Regatta (af ital. regata: 'kapsejlads') er betegnelsen for et stævne inden for kano- og kajaksport, roning og sejlsport i form af en eller flere konkurrencer på vandet og/eller havet.
sejls og robådsregattaer de mest udbredte. Udtrykket anvendes også om  festlighederne før, under og efter selve konkurrencerne.